# Terellia winthemi
Terellia winthemi är en tvåvingeart som först beskrevs av Johann Wilhelm Meigen 1826.  Terellia winthemi ingår i släktet Terellia och familjen borrflugor. Arten är reproducerande i Sverige. Inga underarter finns listade i Catalogue of Life.